# Hatarlema (Ort, Hatuquessi)
Hatarlema ist ein osttimoresischer Ort im Suco Hatuquessi (Verwaltungsamt Liquiçá, Gemeinde Liquiçá).

## Geographie
Das Zentrum des Dorfes Hatarlema liegt im Süden der Aldeia Hatarlema in einer Meereshöhe von 527 m. Die lose Gruppe von Häusern liegt auf einen Berg zwischen den Flüssen Nomoro und Ricameta, die sich an der Nordgrenze der Aldeia zum Laklo vereinigen.
Das Ortszentrum mit dem Hospital Hatuquessi befindet sich an der Südgrenze zur Aldeia Hatuquessilete. Eine Straße führt vom Zusammenfluss der Flüsse entlang des Bergkamms weiter in die Nachbar-Aldeia.

## Geschichte
Ende 1979 gab es in Hatarlema ein sogenanntes Transit Camp, in denen die indonesischen Besatzer osttimoresische Zivilisten internierten.